# Nyctereutes terblanchei
Espèce
Nyctereutes terblanchei est une espèce fossile de carnivores caniformes de la famille des Canidae.

## Distribution et époque
Ce proche parent du Chien viverrin actuel (Nyctereutes procyonoides) a été découvert en Afrique du Sud. Il vivait à l'époque du Pliocène jusqu'au Pléistocène.

## Taxinomie
Cette espèce a été décrite pour la première fois en 1984 par les naturalistes Giovanni Ficcarelli, Danilo Torre et Alan Turner.